# Ralf Schumacher
Ralf Schumacher (IPA: [ʁalf ˈʃuːmaxɐ]; Hürth, 30 giugno 1975) è un ex pilota automobilistico tedesco, noto soprattutto per aver corso in Formula 1.
Vincitore del Gran Premio di Macao 1995 e campione di Formula Nippon nel 1996, debuttò in Formula 1 con la Jordan Grand Prix nel 1997 trascorrendo undici stagioni nella massima serie. In questo periodo è riuscito ad affermarsi in sei gare e a cogliere due quarti posto in classifica come miglior risultato alla guida di vetture della Williams.
Terminata la carriera in Formula 1, ha corso per alcuni anni nel DTM tedesco.

## Carriera

### Gli inizi
Ralf Schumacher iniziò a correre a soli tre anni sulla pista di kart del padre e negli anni ottenne diversi risultati degni di nota, vincendo nel 1991 il campionato junior tedesco, la NW Cup e la Gold Cup. Passò quindi alle monoposto e si fece notare quando nel 1994 con la Opel giunse terzo nel campionato tedesco di Formula 3 con 158 punti, 2 pole position e una vittoria. Nel 1995 venne confermato al volante della Opel e conclude il campionato al secondo posto con 171 punti, 2 pole position e 3 vittorie. Lo stesso anno riuscì ad affermarsi al Gran Premio di Macao.
Nel 1996 si trasferì in Giappone per correre nella Formula Nippon nella quale, dopo una dura lotta con il compagno di squadra Naoki Hattori si aggiudicò sia il campionato piloti sia quello costruttori con 40 punti, 2 pole position e 3 vittorie. Ralf Schumacher risultò il più giovane vincitore di sempre nella categoria, nonché il primo a riuscirci da debuttante. A settembre dello stesso anno venne annunciato che per il 1997 avrebbe corso per la Jordan, debuttando in Formula 1.

### Formula 1

#### 1997-1998: Jordan

Da destra: Ralf Schumacher riceve i complimenti del fratello Michael sul podio del Gran Premio d'Italia 1998.

Ralf Schumacher debuttò in Formula 1 al Gran Premio d'Australia 1997 al volante della Jordan. Dopo due ritiri nelle prime due gare della stagione, il pilota tedesco riuscì a salire sul podio al Gran Premio d'Argentina, dove si rese protagonista di una collisione con il compagno di squadra Giancarlo Fisichella; quest'ultimo venne poi costretto ad abbandonare la gara, mentre il pilota tedesco riuscì a proseguire. A questo risultato seguirono quattro ritiri dovuti sia a guasti che ad errori del pilota. A partire dal Gran Premio di Francia, poi, Schumacher fu in grado di ottenere punti in maniera più costante e concluse il campionato in undicesima posizione.
Nel 1998 il tedesco migliorò i suoi risultati ottenendo due podi e quattordici punti. Grazie a questi risultati per il 1999 venne ingaggiato dalla Williams, scambiandosi di squadra con Heinz-Harald Frentzen.

#### 1999-2004: Williams
Con la monoposto della casa inglese, spinta dal motore Supertec il tedesco concluse la stagione al sesto posto. I potenti, ma poco affidabili, propulsori della BMW costringono Ralf a una nuova stagione di anonimato nel 2000 ed è solo dalla stagione successiva che il pilota tedesco può lottare per la vittoria, che conquista in tre occasioni a Imola, Montreal e Hockenheim.

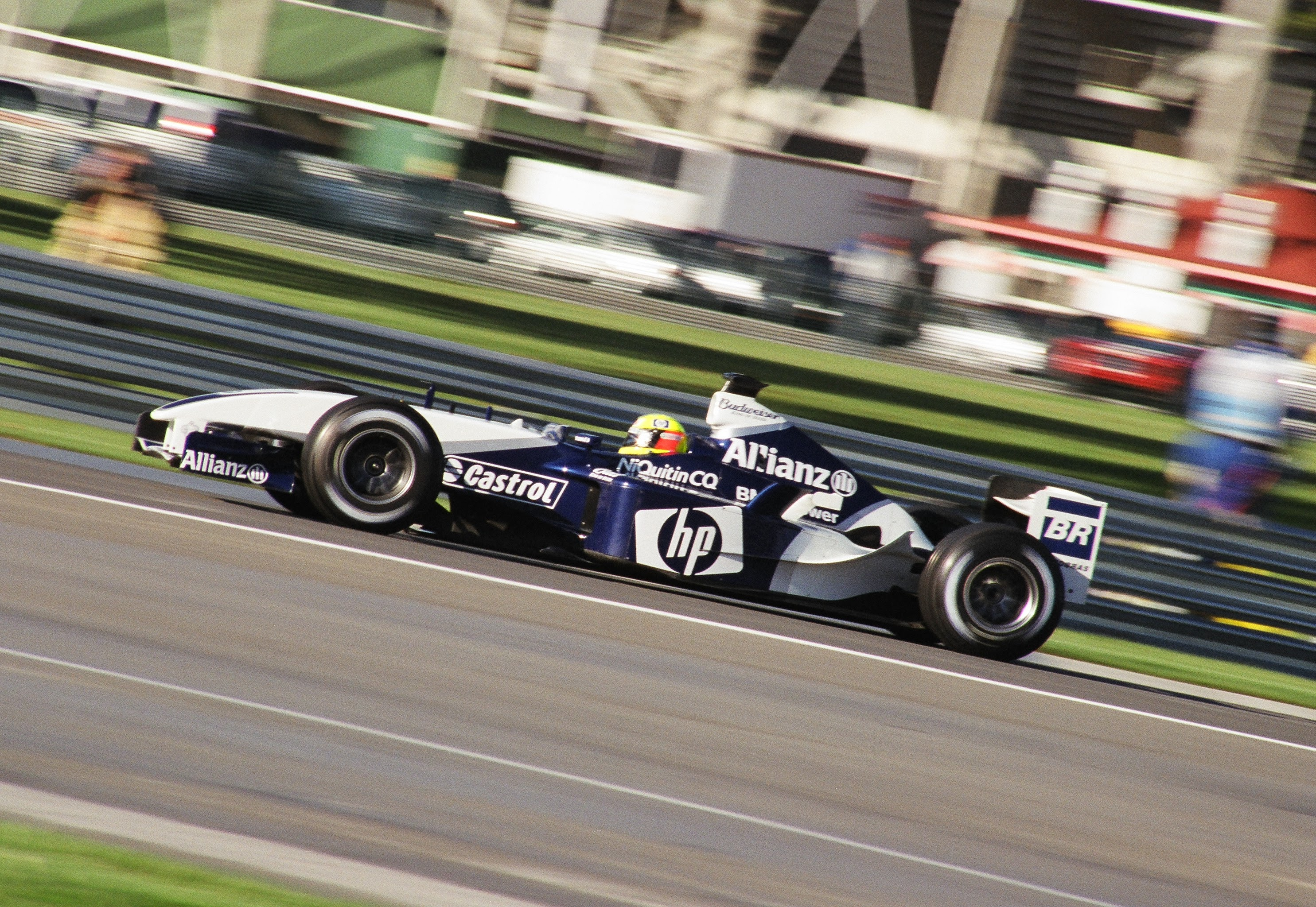
Ralf Schumacher al volante della Williams FW25 nel 2003

Nel 2002 vince il Gran Premio della Malesia. La sua stagione migliore sembra verificarsi nel 2003: nella prima parte di stagione colleziona diversi podi e pole position, più le due vittorie consecutive nel Gran Premio d'Europa e nel Gran Premio di Francia, ritrovandosi a metà mondiale in lizza per il titolo, poi i numerosi ritiri nella seconda parte di stagione lo retrocedono a un quinto posto finale.
Nelle ultime due stagioni alla Williams, assieme al compagno di squadra Juan Pablo Montoya, porta la squadra alla conquista del secondo posto del campionato costruttori, ma è anche protagonista di un grave incidente nel corso del Gran Premio degli Stati Uniti a Indianapolis, nel 2004, in cui riportò fratture vertebrali multiple che lo costrinsero a saltare diverse gare per le lesioni riportate.

#### 2005-2007: Toyota

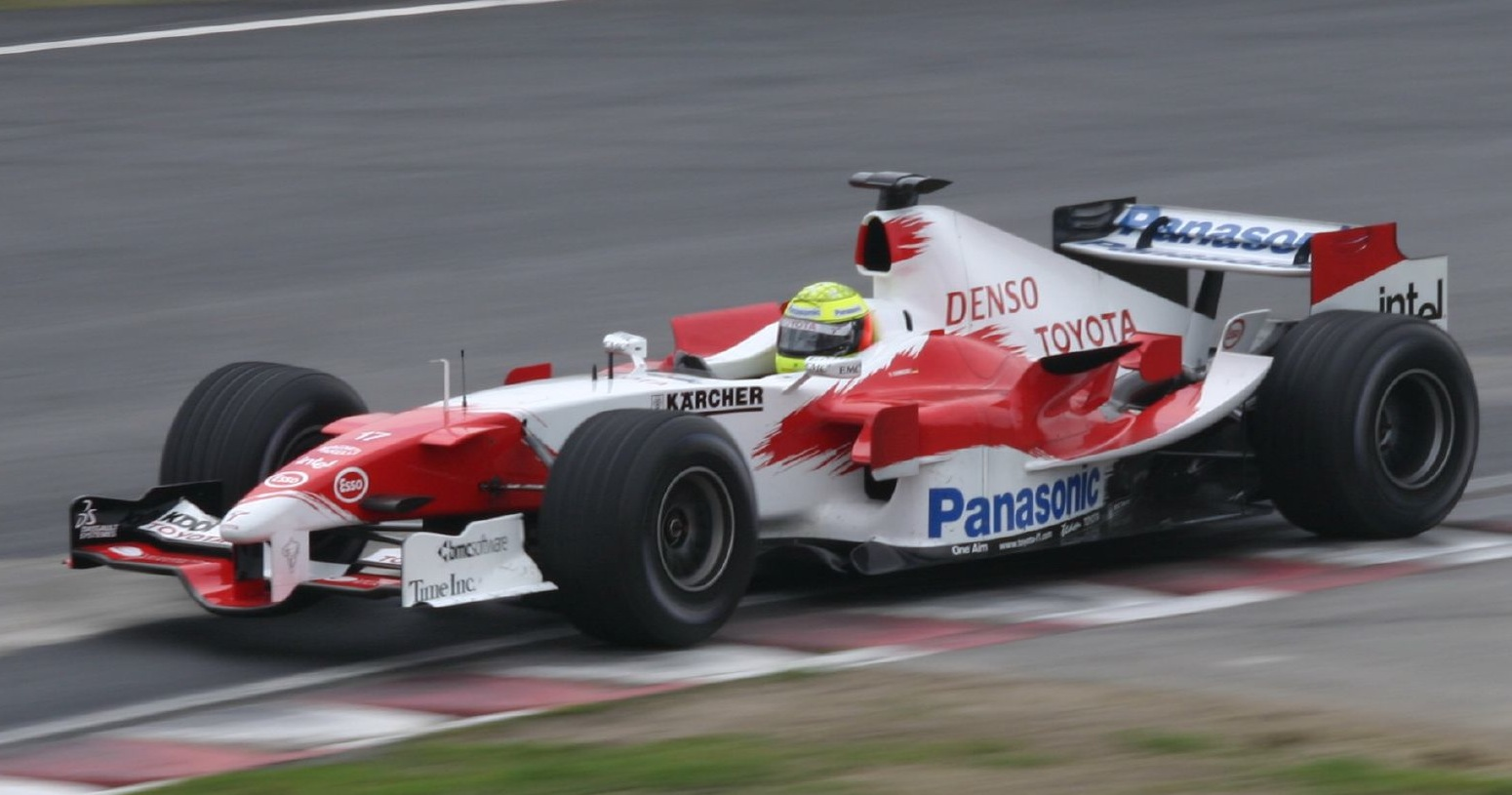
Ralf Schumacher al volante della Toyota TF105 nel 2005

All'inizio del 2005 si trasferisce alla Toyota, con cui ottiene una serie di piazzamenti e la pole position al Gran Premio del Giappone. Continua a correre per la Toyota anche nella stagione 2006, parte di un contratto che si estende sino a tutto il 2007. Quest'ultima stagione è tuttavia molto deludente per Ralf Schumacher il quale non sale mai sul podio e si classifica 16º con 5 punti, finendo anche al di sotto del compagno di squadra Jarno Trulli che si classifica 13º, con 8 punti. (La casa giapponese concluderà la stagione al 6º posto con 13 punti).
Dopo il GP del Brasile Schumacher annuncia che abbandonerà la Toyota per cercare un altro team all'altezza di fargli ottenere qualche vittoria, dicendosi abbastanza deluso dall'esperienza con il team nipponico. Il 24 novembre dichiara di essere molto interessato a sostituire Fernando Alonso alla McLaren, ma la scuderia non si dice interessata all'offerta del pilota tedesco. Il 26 novembre annuncia che prenderà parte il successivo dicembre ad alcuni test a Jerez per la scuderia Force India (ex-Spyker), insieme ad altri sette piloti in lizza per un sedile, ma le sue prestazioni non saranno convincenti e non riuscirà a prevalere su Giancarlo Fisichella.

### DTM

#### 2008

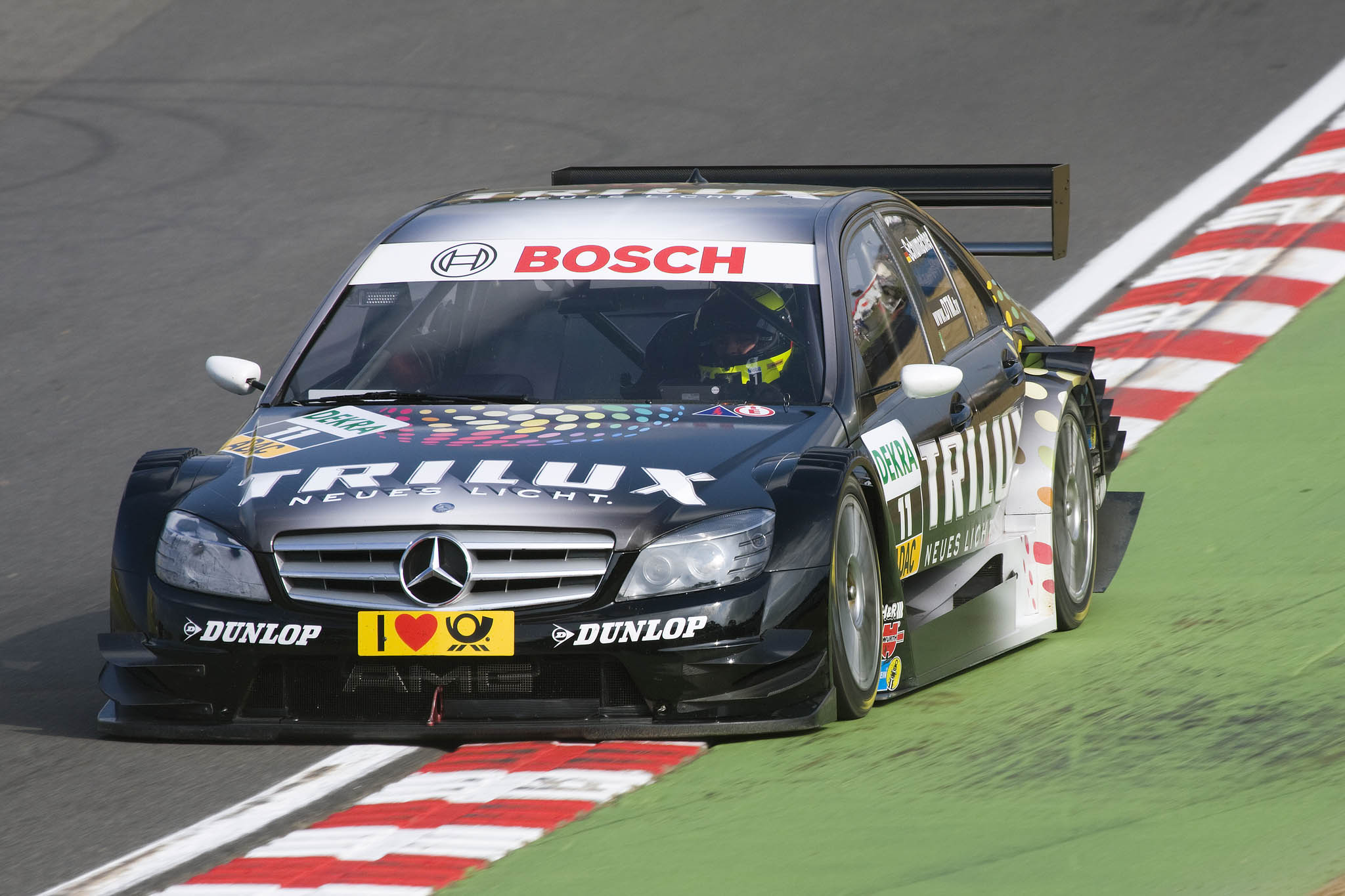
Ralf Schumacher a Brands Hatch nel 2008

Poco dopo aver annunciato il suo ritiro dalla Formula 1, Ralf Schumacher prende parte il 16 gennaio 2008 ad un test con una Mercedes C-Klasse '07 DTM sul circuito dell'Estoril; il test ha buon esito e la Mercedes mette sotto contratto il pilota tedesco per due stagioni. Ralf Schumacher debutta quindi nel DTM con uno dei team minori delle Mercedes, la Mücke Motorsport che gli mette a disposizione la vettura del 2007. Confrontandosi con vetture del 2008, Ralf è stato spesso costretto a lottare nelle retrovie o nella media classifica e solo di rado ha potuto dimostrare il suo vero potenziale
come al Nürburgring dove arriva 8º e al circuito di Catalogna dove taglia il traguardo 7º. Conclude la stagione 14º con 3 punti.

#### 2009
Nella stagione 2009 Ralf Schumacher viene promosso al team Mercedes - AMG, il team più competitivo della Mercedes nel DTM.
Avendo come compagni di squadra alcuni dei migliori piloti della categoria ovvero Gary Paffett, Paul Di Resta e Bruno Spengler, Ralf non riesce sempre a tenere il loro passo e non si inserisce per la lotta al campionato. Ciò nonostante le potenzialità del nuovo mezzo, la Mercedes C-Klasse '09, consentono a Ralf di ottenere prestazioni più costanti dell'anno precedente finendo spesso nei primi 10. Si ritira solo nell'ultima gara della stagione ad Hockenheim e in particolare brilla al Norisring dove arriva 6º, al Nürburgring dove è 7º e al circuito di Digione dove ottiene il suo miglior risultato nel DTM, un 5º posto. Conclude la stagione all'11º posto in classifica piloti con 9 punti.

#### 2010
Rimasto nel team ufficiale Mercedes, nel 2010 Schumacher ebbe a disposizione la vettura dell'anno precedente, riuscendo a cogliere un solo piazzamento a punti (un sesto posto al Nürburgring). Chiuse la stagione al 14º posto, con tre punti.

## Vita privata
È fratello minore del più noto Michael Schumacher, sette volte campione del mondo in Formula 1, con il quale ha condiviso 16 podi in tale campionato. 
Dal 2001 al 2015 è stato sposato con la modella tedesca Cora Brinkmann, dalla quale ha poi divorziato. Nel 2001 la coppia ha avuto un figlio, il pilota David Schumacher. È inoltre zio del pilota Mick Schumacher, figlio di Michael e di sua moglie Corinna Betsch.
Nel luglio 2024 ha rivelato al pubblico la propria bisessualità e di avere una relazione con l'ex politico Étienne Bousquet-Cassagne.

## Risultati

### Risultati completi Formula Nippon
| Anno | Team                          | Vettura                     | 1      | 2      | 3       | 4     | 5      | 6       | 7        | 8      | 9      | 10       | Posizione | Punti | Pos. Team |
| ---- | ----------------------------- | --------------------------- | ------ | ------ | ------- | ----- | ------ | ------- | -------- | ------ | ------ | -------- | --------- | ----- | --------- |
| 1996 | Team LeMans - Reynard - Honda | Reynard - Honda FNIPPON '96 | SUZ1 3 | MIN1 1 | FUJ1 19 | TOK 1 | SUZ2 4 | SUG Rit | FUJ2 Rit | MIN2 1 | SUZ3 4 | FUJ3 Rit | 1º        | 40    | 1º        |

### Risultati completi in Formula 1
| 1997 | Scuderia | Vettura |     |     |   |     |     |     |     |   |   |   |   |     |     |   |     |   |     |  |  | Punti | Pos. |
| ---- | -------- | ------- | --- | --- | - | --- | --- | --- | --- | - | - | - | - | --- | --- | - | --- | - | --- |  |  | ----- | ---- |
| 1997 | Jordan   | 197     | Rit | Rit | 3 | Rit | Rit | Rit | Rit | 6 | 5 | 5 | 5 | Rit | Rit | 5 | Rit | 9 | Rit |  |  | 13    | 11º  |

| 1998 | Scuderia | Vettura |     |     |     |   |    |     |     |    |   |   |   |   |   |   |     |     |  |  |  | Punti | Pos. |
| ---- | -------- | ------- | --- | --- | --- | - | -- | --- | --- | -- | - | - | - | - | - | - | --- | --- |  |  |  | ----- | ---- |
| 1998 | Jordan   | 198     | Rit | Rit | Rit | 7 | 11 | Rit | Rit | 16 | 6 | 5 | 6 | 9 | 2 | 3 | Rit | Rit |  |  |  | 14    | 10º  |

| 1999 | Scuderia | Vettura |   |   |     |     |   |   |   |   |     |   |   |   |   |   |     |   |  |  |  | Punti | Pos. |
| ---- | -------- | ------- | - | - | --- | --- | - | - | - | - | --- | - | - | - | - | - | --- | - |  |  |  | ----- | ---- |
| 1999 | Williams | FW21    | 3 | 4 | Rit | Rit | 5 | 4 | 4 | 3 | Rit | 4 | 9 | 5 | 2 | 4 | Rit | 5 |  |  |  | 35    | 6º   |

| 2000 | Scuderia | Vettura |   |   |     |   |   |     |     |    |   |    |   |   |   |   |     |     |     |  |  | Punti | Pos. |
| ---- | -------- | ------- | - | - | --- | - | - | --- | --- | -- | - | -- | - | - | - | - | --- | --- | --- |  |  | ----- | ---- |
| 2000 | Williams | FW22    | 3 | 5 | Rit | 4 | 4 | Rit | Rit | 14 | 5 | 14 | 7 | 5 | 3 | 3 | Rit | Rit | Rit |  |  | 24    | 5º   |

| 2001 | Scuderia | Vettura |     |   |     |   |     |     |     |   |   |   |     |   |   |   |   |     |   |  |  | Punti | Pos. |
| ---- | -------- | ------- | --- | - | --- | - | --- | --- | --- | - | - | - | --- | - | - | - | - | --- | - |  |  | ----- | ---- |
| 2001 | Williams | FW23    | Rit | 5 | Rit | 1 | Rit | Rit | Rit | 1 | 4 | 2 | Rit | 1 | 4 | 7 | 3 | Rit | 6 |  |  | 49    | 4º   |

| 2002 | Scuderia | Vettura |     |   |   |   |    |   |   |   |   |   |   |   |   |   |     |    |    |  |  | Punti | Pos. |
| ---- | -------- | ------- | --- | - | - | - | -- | - | - | - | - | - | - | - | - | - | --- | -- | -- |  |  | ----- | ---- |
| 2002 | Williams | FW24    | Rit | 1 | 2 | 3 | 11 | 4 | 3 | 7 | 4 | 8 | 5 | 3 | 3 | 5 | Rit | 16 | 11 |  |  | 42    | 4º   |

| 2003 | Scuderia | Vettura |   |   |   |   |   |   |   |   |   |   |   |     |   |    |     |    |  |  |  | Punti | Pos. |
| ---- | -------- | ------- | - | - | - | - | - | - | - | - | - | - | - | --- | - | -- | --- | -- |  |  |  | ----- | ---- |
| 2003 | Williams | FW25    | 8 | 4 | 7 | 4 | 5 | 6 | 4 | 2 | 1 | 1 | 9 | Rit | 4 | SP | Rit | 12 |  |  |  | 58    | 5º   |

| 2004 | Scuderia | Vettura |   |     |   |   |   |    |     |    |     |     |     |     |     |     |     |     |   |   |  | Punti | Pos. |
| ---- | -------- | ------- | - | --- | - | - | - | -- | --- | -- | --- | --- | --- | --- | --- | --- | --- | --- | - | - |  | ----- | ---- |
| 2004 | Williams | FW26    | 4 | Rit | 7 | 7 | 6 | 10 | Rit | SQ | Rit | INF | INF | INF | INF | INF | INF | Rit | 2 | 5 |  | 24    | 9º   |

| 2005 | Scuderia | Vettura |    |   |   |   |   |   |     |   |    |   |   |   |   |    |   |   |   |   |   | Punti | Pos. |
| ---- | -------- | ------- | -- | - | - | - | - | - | --- | - | -- | - | - | - | - | -- | - | - | - | - | - | ----- | ---- |
| 2005 | Toyota   | TF105   | 12 | 5 | 4 | 9 | 4 | 6 | Rit | 6 | SP | 7 | 8 | 6 | 3 | 12 | 6 | 7 | 8 | 8 | 3 | 45    | 6º   |

| 2006 | Scuderia | Vettura |    |   |   |   |     |     |   |     |     |     |   |   |   |   |    |     |   |     |  | Punti | Pos. |
| ---- | -------- | ------- | -- | - | - | - | --- | --- | - | --- | --- | --- | - | - | - | - | -- | --- | - | --- |  | ----- | ---- |
| 2006 | Toyota   | TF106   | 14 | 8 | 3 | 9 | Rit | Rit | 8 | Rit | Rit | Rit | 4 | 9 | 6 | 7 | 15 | Rit | 7 | Rit |  | 20    | 10º  |

| 2007 | Scuderia | Vettura |   |    |    |     |    |   |     |    |     |     |   |    |    |    |     |     |    |  |  | Punti | Pos. |
| ---- | -------- | ------- | - | -- | -- | --- | -- | - | --- | -- | --- | --- | - | -- | -- | -- | --- | --- | -- |  |  | ----- | ---- |
| 2007 | Toyota   | TF107   | 8 | 15 | 12 | Rit | 16 | 8 | Rit | 10 | Rit | Rit | 6 | 12 | 15 | 10 | Rit | Rit | 11 |  |  | 5     | 16º  |

| Legenda | 1º posto     | 2º posto | 3º posto    | A punti         | Senza punti/Non class.  | Grassetto – Pole position Corsivo – Giro più veloce |
| Legenda | Squalificato | Ritirato | Non partito | Non qualificato | Solo prove/Terzo pilota | Grassetto – Pole position Corsivo – Giro più veloce |

### Risultati completi DTM
| Stagione | Scuderia         | Vettura                    | 1       | 2       | 3       | 4      | 5       | 6       | 7       | 8       | 9        | 10       | 11      | Pos | Punti |
| -------- | ---------------- | -------------------------- | ------- | ------- | ------- | ------ | ------- | ------- | ------- | ------- | -------- | -------- | ------- | --- | ----- |
| 2008     | Mücke Motorsport | AMG-Mercedes C-Klasse 2007 | HOC1 14 | OSC 10  | MUG Rit | LAU 13 | NOR 16  | ZAN 12  | NÜR 8   | BRA 15  | CAT 7    | BUG Rit  | HOC2 14 | 14º | 3     |
| 2009     | HWA Team         | AMG-Mercedes C-Klasse 2009 | HOC1 9  | LAU 10  | NOR 6   | ZAN 10 | OSC 11  | NÜR 7   | BRH 9   | CAT 13  | DIJ 5    | HOC2 Rit |         | 11º | 9     |
| 2010     | HWA Team         | AMG-Mercedes C-Klasse 2009 | HOC1 9  | VAL Rit | LAU 9   | NOR 11 | NÜR 6   | ZAN 9   | BRH Rit | OSC 9   | HOC2 Rit | ADR 12   | SHA 10  | 14º | 3     |
| 2011     | HWA Team         | AMG-Mercedes C-Klasse 2009 | HOC1 3  | ZAN 11  | SPL 2   | LAU 12 | NOR 6   | NÜR Rit | BRH 5   | OSC Rit | VAL 13   | HOC2 11  |         | 8º  | 21    |
| 2012     | HWA Team         | AMG Mercedes C-Coupé 2012  | HOC1 7  | LAU 10  | BRH 19  | SPL 11 | NOR Rit | NÜR 13  | ZAN 10  | OSC 13  | VAL 14   | HOC2 9   |         | 17º | 10    |